# Вулкан Чёрного
Вулкан Чёрного — действующий вулкан на острове Чирпой (острова Чёрные Братья) Большой Курильской гряды.
Стратовулкан с вершинным кратером. Высота 624 м. Расположен в центральной части острова.
Исторические извержения в 1712 и 1857 годах. В настоящее время фиксируется сильная фумарольная активность в кратере и на западном склоне.
Название получил по фамилии казачьего сотника Ивана Черных (Чёрного), изучавшего Курильские острова с 1766 по 1769 годы.
Флора и фауна здесь довольно скудна. Травяная растительность, заросли кедрового стланика, а из птиц гнездятся тупики и бакланы.